# David J. Thouless
David James Thouless, né le 21 septembre 1934 à Bearsden (Écosse) et mort le 6 avril 2019 à Cambridge (Angleterre), est un universitaire et physicien britannique spécialiste de la physique de la matière condensée.
Il est co-lauréat du prix Nobel de physique 2016 avec John M. Kosterlitz et Duncan Haldane pour leurs « découvertes théoriques des transitions de phase topologiques et des phases topologiques dans la matière ».

## Biographie

### Éducation
Né le 21 septembre 1934 à Bearsden, il étudie au Winchester College puis obtient une licence (Bachelor of Arts) en sciences naturelles à l'université de Cambridge. Il décroche son doctorat à l'université Cornell sous la supervision de Hans Bethe.

## Publications
- David J. Thouless, Topological Quantum Numbers in Nonrelativistic Physics, Singapore, World Scientific, 1998 (ISBN 981-02-2900-3, OCLC 38431218, lire en ligne)
- David J. Thouless, The Quantum Mechanics of Many-Body Systems, New York, Academic Press, 1961 (OCLC 901492152, LCCN 61012282, lire en ligne)